# Домик Каширина
Домик Каширина — музей, расположенный в Нижнем Новгороде, Почтовый съезд, д. 21, в доме деда М. Горького (А. М. Пешкова) по материнской линии. Объект культурного наследия народов РФ федерального значения. 
Описан в повести «Детство». Одноэтажный, на полуподвале деревянный дом, в пяти комнатах которого проживала семья из шестнадцати человек. Интерьеры восстановлены.
Главный дом бывшей усадьбы Кашириных — одно из старейших гражданских зданий Нижнего Новгорода, построенное в конце XVIII века. На территории музея также расположены воссозданные хозяйственные постройки — каретник, амбар, красильня. Двор замощён булыжником.

## Официальное название
Музей детства А. М. Горького («Домик Каширина»). Филиал Государственного ордена Почёта музея А. М. Горького.

## История усадьбы
Архивные документы содержат сведения, что первым владельцем городской усадьбы в конце XVIII века являлся нижегородский купец А. И. Брызгалов, занимавшийся перевозкой хлеба на своих судах в Санкт-Петербург и торговавший рыбой и холстами на Нижнем базаре. Дом Брызгалова тогда располагался на Успенском съезде (сегодня — Почтовый съезд). В рабочей избе и красильне, позади дома, жила и работала семья его крепостных мастеров красильного дела — Можаровых.
В 1817 году Брызгалов скончался и усадьба перешла к его сестре Марии. Купеческие крепостные Можаровы записались в Нижегородское цеховое общество, в красильный цех, став городскими ремесленниками. В 1821 году младший Можаров, Иван, во время сбора заказов в Балахне встретил старшую сестру В. В. Каширина — Надежду Васильевну и женился на ней, а через десять лет Можаровы выкупили усадьбу на Успенском съезде. Тогда же со стороны кухни была пристроена т. н. комната Михаила и деревянный «магазин» для приёма-сдачи товара. Красильный промысел Можаровых считался лучшим в городе.
В 1840 году умер владелец усадьбы с красильней Иван Андреевич Можаров, имущество перешло к его жене. Через три года, после пожара, она выстроила новую каменную красильню. Надежда Васильевна Можарова умерла в 1844 году. Наследниками стали её сын Павел, учившийся в гимназии, и дочь Екатерина, в замужестве Никольская.
В 1852 году Павел, будучи уже студентом Казанского университета, и его сестра Екатерина продали дяде В. В. Каширину свой дом, «состоящий в Рождественской части третьего квартала под № 1208, в межах коего, идучи во двор, состоят по сторонам дома, правую мещанки Сырейщиковой, левую г. Головинской, а позади садовое место купца Брызгалова». 
Мерою же под тем нашим домом и строением земли поперешнику с лица по улице десять сажен и три четверти аршина, в заднем конце восемь сажен, длиннику по сторонам, правую десять сажен, а левую восемь сажен… А взяли мы, Никольская и Можаров, у него, Каширина, за тот, проданный ему дом со строением и землёю, денег российскою серебряною монетою 428 рублей с тем, чтобы пошлины по сей купчей и за гербовую бумагу платить нам, продавцам.Купчая на усадьбу 1852 года.
После раздела имущества семьи усадьба перешла к сыну Василия Каширина — Якову Васильевичу Каширину. В 1876 году он продал домовладение виноторговцу Федору Дормедонтовичу Иванову. Я. В. Каширин остановил работу красильни, разобрал печи, вытащил оборудование и перевёз всё имущество на Напольную улицу (сегодня — улица Белинского) с целью открыть там красильню заново. Однако конкуренты перехватили заказы и дело пришлось прекратить. Так окончило своё существование старинное красильное заведение Кашириных.
Новый владелец сразу стал приспосабливать усадьбу под своё дело. Бывшую красильню переделали под дровяник, а сарай заняли ящиками из-под вина. В феврале 1893 года Иванов решил капитально отремонтировать дом и перестроить некоторые строения. Тогда он обратился к городскому архитектору Григорьеву с просьбой разработать проект на постройку каменной одноэтажной лавки на месте бывшего каширинского «магазина». Чертёж был утверждён городской управой 10 февраля 1893 года, при этом предписывалось снести также красильню, сарай и другие строения. Однако, Иванов не выполнил распоряжение и был снесён только бывший «магазин».
В 1897 году Ф. Д. Иванов снова обратился в городскую управу, с просьбой прирезать ему пустопорожний участок умершей соседки Евдокии Григорьевны Головинской. В просьбе было отказано. В 1905 году Ф. Д. Иванов умер и усадьба перешла к его вдове Любови Дмитриевне, которая под давлением своего воспитанника Алексея Фёдоровича Ильина, продала дом маклеру Ф. А. Косареву. Главному дому усадьбы тогда было уже более ста лет, он покосился и покупателей долго не находилось. Заключив сделку с Косаревым, Иванова с Ильиным съехали на квартиру на Малой Ямской улице, а позже в Канавино. По воспоминаниям А. М. Пановой, Ильин в тот момент непробудно пил, пока у Любови Дмитриевны не кончились деньги, а после оставил её в канавинской богадельне, где она и скончалась.
В бывшей ивановской винной лавке с вывеской «Взойдём — отдохнём» Ф. А. Косарев сразу же развернул торговлю пивом. Место усадьбы считалось прибыльным, так как располагалось на Успенском съезде, где горожане поднимались в гору с Волги. Косарев решил расширить пивную за счёт присоединения соседней комнаты в доме, перестроить часть фасада и сделать соседнее окно двойным, «итальянским», без переплётов. 27 октября 1906 года городская управа разрешила перестройку. В 1910 году Косарев снова обратился в городскую управу с просьбой продать ему соседнюю выморочную землю покойной Головинской, так как на его дом с землёй нашёлся хороший покупатель.
В тот момент Ф. А. Косареву так и не удалось продать усадьбу. В 1916 году, перед своей смертью, он продал дом за бесценок на слом городской управе. Снести здание не успели. Произошла октябрьская революция и управа была ликвидирована. Вся городская недвижимость стала бесхозной и домик на Успенском съезде сразу же самовольно заняли бездомные волжские грузчики, семейные и одинокие. 
В 1920-е годы, в период НЭПа, в доме снова открылась пивная. Именно в тот период все полуразвалившиеся старые надворные постройки были сломаны и пошли на дрова. Жильцы постоянно менялись, а хозяин пивной построил новый сарай вместо старого.

## История создания музея
Усадьба Кашириных на Успенском съезде — место действия повести А. М. Горького «Детство». Написана она была в 1912 году на Капри. В произведении было запечатлено множество неповторимых, подлинных деталей жизни писателя в 1871—1872 годах в доме его деда В. В. Каширина. Повесть имела большой успех. В 1933 году горьковчане решили воссоздать дом Каширина и постройки усадьбы в том виде, как описал их сам Горький. Данную идею высказал Ф. П. Хитровский, его поддержали в горисполкоме и Наркомпросе, где музейным делом ведали Н. К. Крупская, Феликс Кон и другие старые революционеры.
Фёдор Павлович Хитровский был другом А. Горького. В 1895 году он стал репортёром газеты «Нижегородский листок», где годом позднее, после приезда из Самары, начал работать и Горький. Они познакомились и подружились. Фёдор Павлович стал первым изучать историю усадьбы Кашириных, однако до конца выполнить эту работу ему не удалось. 
Открытие музея состоялось 1 января 1938 года.
В 1950—1954 годах научным сотрудником музея был краевед, в 1954—1970 годах — директор Государственного литературного музея им. М. Горького, заслуженный работник культуры РСФСР Н. А. Забурдаев.
В 1956 году во дворе музея был установлен мраморный памятник юному Алексею Пешкову (скульптор — А. В. Кикин).

## Современный период
В рамках мероприятий к 150-летнему юбилею А. М. Горького, который включён в перечень значимых памятных дат ЮНЕСКО и широко отмечался в марте 2018 года, в музее за счёт средств областного бюджета были проведены ремонтно-реставрационные работы. Прежде подобные работы в музее осуществлялись в 1983—1984 годах. Помимо этого, в январе 2018 года в помещении флигеля открылся детский музейный центр, оснащённый оборудованием для организации и проведения занятий для детей в возрасте от 4 до 14 лет.

## Экскурсия по залам музея
В этом доме Горький жил с матерью с августа 1871 по весну 1872 года.
В музее воспроизведена подлинная обстановка дома мещан Василия Васильевича и Акулины Ивановны Кашириных, деда и бабушки писателя. Создавая экспозицию, музейные работники опирались, прежде всего, на автобиографическую книгу Горького «Детство».
Отдельные комнаты в доме имели дед, это парадная комната дома, бабушка. Самое большое помещение занимала кухня. Будущий писатель жили в подклети, полуподвальном помещении с отдельным входом из сеней.
Экспозиция музея построена на «уживании» (взаимопроникновении) художественного содержания повести Горького и реального мещанского мира с прораставшим через «свинцовые мерзости» «доброго-человечьего».
Посетителям предлагаются тематические экскурсии:
- Алёша Пешков в мещанской семье Кашириных;
- Быт и нравы нижегородских мещан;
- Повесть «Детство» — вечная русская книга.

Экскурсия начинается с кухни. Обстановка: стол, накрытый самотканой скатертью, на столе большое деревянное блюдо для еды. Деревянные ложки и солоница, тарелка для резки мяса, огарок свечи в железном подсвечнике. В правом углу — иконостас, в левом — «горка» с посудой. Вдоль стены — русская печь. У печи, в деревянной лохани под чугунным рукомойником — розги, напротив — деревянная скамья, на которой Василий Каширин порол внуков. За печью — ухваты. кочерга, полка с кухонной посудой.
Из кухни дверь ведёт в комнату деда. В этой комнате, у стены, стоит диван. Над ним висит большая фотография — гласные Нижегородской думы 1862—1863 годов. В центре помещения — стол, на нём — раскрытая книга «Христианский памятник», рядом — гусиное перо для письма. В переднем углу, под иконами — сундук-подголовник для хранения ценностей, около двери — горка с парадной посудой. На вешалке, возле печи — парадный кафтан старшины красильного цеха и бархатный жилет. Около двери, на гвоздике, висит енотовая шуба.
Следующее помещение — комната бабушки. У окна — комод, на нём — копилка, сундучки-укладки, предметы для рукоделия. Рядом с комодом, у окна — подушка с коклюшками. Вдоль стены — кровать с пуховой периной, покрытая стёганым одеялом, сверху — гора подушек в белых наволочках. Над кроватью висит чёрная шёлковая тальма, украшенная стеклярусом. За кроватью, в углу, — большой деревянный сундук. Над ним развешана женская одежда и укреплены старинные часы с маятником.
Комната Михаила — дяди М. Горького. Обстановка комнаты: комод, овальное зеркало, полумягкий диван с резной спинкой. Около окна небольшой стол, на нём — медный самовар с чайной посудой, штоф из-под вина, большие рюмки. На стене над комодом висят семейные фотографии. В комнате можно увидеть парадную одежду: сюртук из чёрного сукна, рубахи-косоворотки, тканые пояса, женские платья.
Через сени, заставленные различной хозяйственной утварью, можно выйти во двор. Во дворе находятся хозяйственные постройки: красильня, сарай, каретник.
Вдоль забора расставлены старые котлы, к забору прислонён дубовый надмогильный крест, напоминающий о трагической гибели Вани Цыганка.

## Наиболее уникальные коллекции музея
- Предметы быта из семьи Кашириных-Пешковых — 154 единицы, в том числе икона «Богоматерь Тихвинская» (XIX век) и деревянная ложка середины XIX века.
- Собрание изданий повести А. М. Горького «Детство» на языках народов мира с 1914 года.